# Mircea Cărtărescu
Mircea Cărtărescu (* 1. června 1956) je rumunský spisovatel, jeden z předních představitelů postmodernismu v rumunské literatuře. V totalitním období působil ve Svazu rumunských spisovatelů a učil na základní škole, po pádu komunismu přednášel na katedře dějin rumunské literatury university v Bukurešti. Byl hlavním představitelem básnické generace osmdesátých let.

## Dílo
Debutoval spolu se svými přáteli v almanachu Aer cu diamante (Vzduch a démanty, 1982). K jeho významným sbírkám patří například Faruri, vitrine, fotografii (1980), Poeme de amor (1983), Totul (1985), Levantul (1990), Dragostea (1994), Dublu CD (1998). Mezi hlavní díla patří Nostalgia (1993, předtím vydáno v okleštěné versi pod názvem Visul), Travesti (1994), Orbitor, aripa stingă (1996). Vydal také literárně teoretickou práci Postmodernismul romănesc (1999).

### Styl
Píše v avantgardním duchu, jeho básně jsou ironické, odmítá tradiční uhlazený a citlivý jazyk rumunské lyriky. Snaží se nalézt kořeny rumunského literárního jazyka a využít dosud nevyužité možnosti poesie. Stěžejním tématem jeho próz je dětství, dospívání, sen a fantasie.